# Гура Григорій Степанович
Григо́рій Степа́нович Гу́ра (* 1930 — ?) — радянський господарник, лауреат Державної премії УРСР в галузі науки і техніки (1969).

## Життєпис
Станом на 1969 рік — начальник цеху Харківського моторобудівного заводу «Серп і молот» Міністерства тракторного і сільськогосподарського будівництва СРСР.
Лауреат Державної премії УРСР в галузі науки і техніки 1969 року: «Створення універсальних дизелів „СМД“ для тракторів, комбайнів та інших машин і організація їх спеціалізованого масового виробництва»; співавтори Єременко Борис Степанович, Карась Леонід Мойсейович, Маршал Федір Петрович, Пипенко Іван Петрович, Потейко Анатолій Дмитрович, Сахнюк Іван Іванович, Сєріков Іван Олександрович.